# Veikko Paatero
Kaarlo Veikko Paatero (Helsinque, 22 de agosto de 1903 – 27 de agosto de 1986) foi um matemático finlandês.
Foi palestrante convidado do Congresso Internacional de Matemáticos em Oslo (1936 - Über analytische Transformationen welche zwei Paare von Randbögen ineinander überführen).

## Obras
- com Nevanlinna: Einführung in die Funktionentheorie, Birkhäuser 1965